# Воскресенское (Мелеузовский район)
Воскресе́нское (баш. Воскресенск) — село в Мелеузовском районе Башкортостана, административный центр Воскресенского сельсовета. Согласно переписи 2020 года население составляло 1712 человек.

## История
В 1745 году здесь был построен старейший медеплавильный завод на Урале. Название произошло от названия речки Воскресенки (в 90 верстах, около Табынска), где первоначально строился завод. Рядом с заводом возникло село, которое получило то же имя.
В 1769 году, после того, как сгорела часовня, был заложен каменный храм, но его строительство затянулось на 18 лет, и было закончено только в 1788 году, одновременно с церковью в соседнем Верхоторе.
В 1874 году для лечения рабочих Воскресенского завода владелец предприятия Василий Пашков построил двухэтажную кирпичную больницу. В 1902—1927 годах врачом больницы был Эдгард Иванович Корлейс, выпускник Тартуского университета. Здесь же работали фельдшерами его сёстры Эмма и Эрна.
С 29 ноября 1919 года село являлось центром Юрматынского кантона.

## Население
| 1989 | 2002  | 2009  | 2010  |
| ---- | ----- | ----- | ----- |
| 2026 | ↘1988 | ↘1860 | ↘1817 |

## Географическое положение
Находится на берегу реки Тор, которая впадает в Нугуш.
Расстояние до:
- районного центра (Мелеуз): 26 км,
- ближайшей ж/д станции (Мелеуз): 26 км.

## Культура
Находится филиал БГХИ им. Нестерова.

## Религия
В селе есть православная церковь Воскресения Словущего.

## Известные уроженцы
- Девликамов, Владимир Владимирович (28 июля 1923 — 8 марта 1987) — советский учёный, специалист в области разработки и эксплуатации нефтяных месторождений, педагог, доктор технических наук, профессор, Заслуженный деятель науки и техники РСФСР (1983)[9].
- Кузнецова, Валентина Георгиевна (род. 8 февраля 1949) — художник декоративно-прикладного искусства, член Союза художников РСФСР (1983), Заслуженный художник РБ (1998), член-корреспондент Российской Академии Художеств (2012)[10].
- Немчинов, Александр Михайлович (15 ноября 1919 — 3 октября 1985) — командир орудия 63-го отдельного истребительно-противотанкового дивизиона (106-я стрелковая дивизия, 65-я армия, Центральный фронт), майор, Герой Советского Союза[11].
- Бабушкин Василий Семенович. Заместитель командира полка 183 СД. Майор. Погиб в районе с. Карагаш Приднестровской республики (около г. Тирасполя) 25.04.1944 г. Похоронен в братской могиле в центре села.[значимость?]